# Cesare Lampronti
Cesare Lampronti (Ferrara, 1909 – Ferrara, 1983) è stato un pittore italiano.

## Biografia
Appartenente alla comunità ebraica ferrarese, Lampronti frequentò la civica scuola d'arte Dosso Dossi. Esordì con bozzetti grafici di gusto art déco per spettacoli locali. Nel 1932 vinse il civico Premio Torreggiani con il grande dipinto ad olio di matrice realista Lavandaie nel cortile. Il quadro era ambientato in un chiostro rinascimentale di Ferrara e oggi è custodito presso l'Amministrazione provinciale nel Castello Estense. A dicembre dello stesso anno il dipinto, assieme a Giocondità e Campanile di San Giorgio, fu esposto in una collettiva presso il ridotto del Teatro comunale.
Il medesimo gusto realista si ritrova nel successivo 20 dicembre (1934), ispirato a un episodio avvenuto nel 1920, in cui persero la vita alcuni fascisti che sfilavano in corteo davanti al Castello Estense.
In seguito Lampronti si dedicò soprattutto all'attività ritrattistica, come si rileva ad esempio da una sanguigna raffigurante una Donna sfollata (1944) e il ritratto del medico Cesare Minerbi, nonno dello scrittore Giorgio Bassani (1955), conservato presso la Fondazione Bassani che ha sede nella casa Ariosto.
Dal 1945 al 1973, Lampronti lavorò in qualità di disegnatore tecnico presso l'Amministrazione provinciale di Ferrara, senza del tutto trascurare l'attività artistica. Di questo periodo è il rilievo grafico eseguito a china del Putto nel giardino della palazzina di Marfisa d'Este, scolpito nel 1935 da Giuseppe Virgili. L'attività tuttavia riprese appieno negli ultimi dieci anni di vita, allorché aderì alle mostre promosse dal Club amici dell'arte. A quest'ultima fase risale il ritratto dell'amico pittore e scultore Alfredo Filippini.